# Humanae vitae

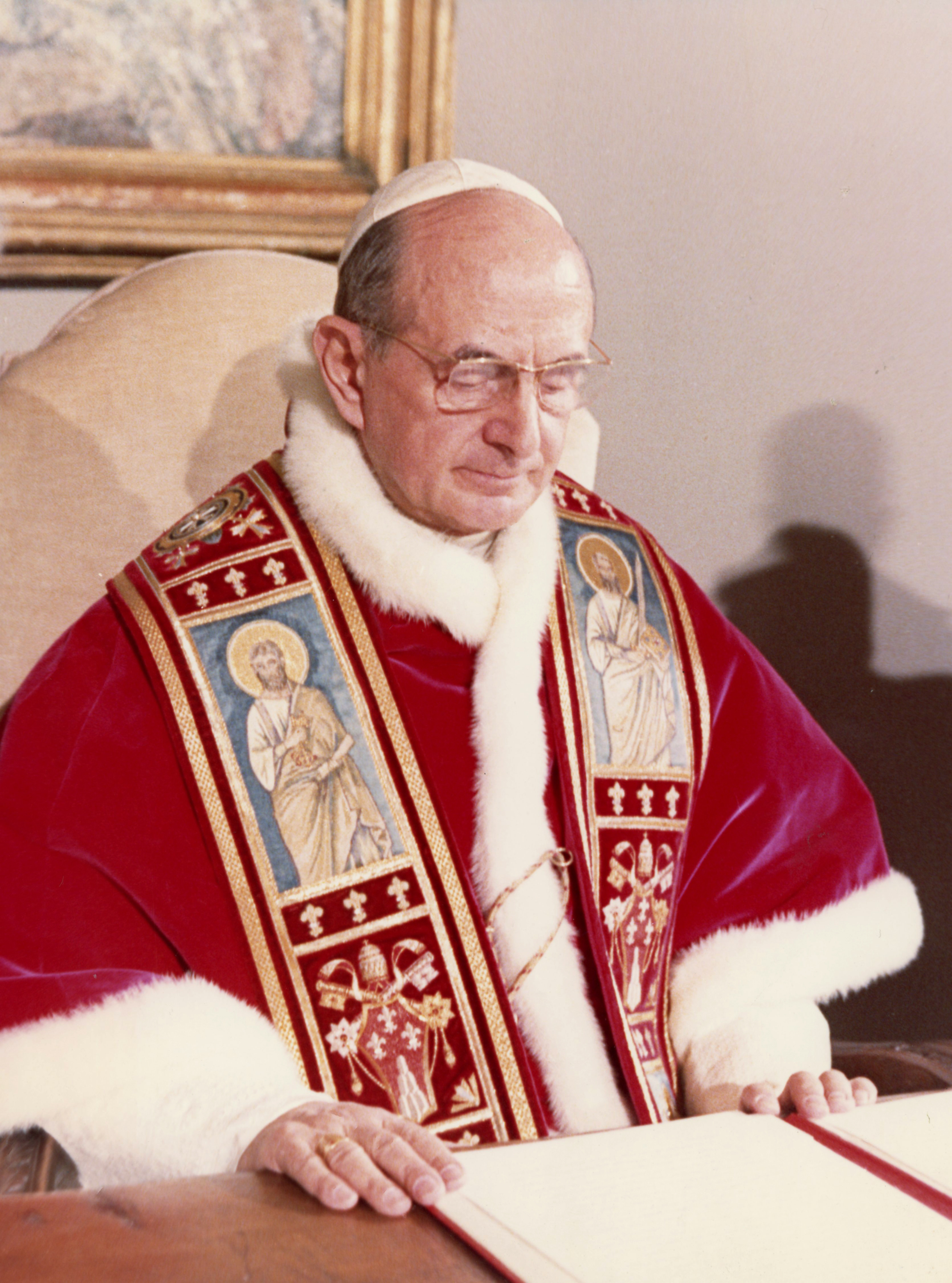
Папа Павел VI, 25 июля 1968 года

«Humanae vitae» (полное название Humanae vitae tradendae munus gravissimum… — «Важнейший дар передачи человеческой жизни…») — энциклика Папы Павла VI от 25 июля 1968 года, посвящённая контролю над рождаемостью и вызвавшая большой резонанс среди модернистов и либеральной прослойки верующих. Содержание энциклики перекликается с документом Пия XI Casti Connubii.

## Предыстория
Непосредственным поводом к написанию энциклики послужило решение ООН и ВОЗ рассмотреть проблему контроля рождаемости, где предполагалось обосновать необходимость такого контроля, так как мировая экономика, по мнению организаций, могла оказаться неспособной обеспечить человечеству «прожиточный минимум». Папа Иоанн XXIII счёл вопрос принципиальным и в марте 1963 года учредил комиссию, которая должна была заняться определением точки зрения Святого Престола. Она состояла из 6 человек: трёх священников и трёх мирян, среди них были социологи, медики и один экономист. Возглавил комиссию доминиканец, отец Генрих де Рейдматтен из Швейцарии. После смерти Иоанна XXIII Павел VI расширил комиссию, введя в её состав теологов, новых священников и мирян, в том числе супружеские пары, и прочих консультантов. Основные рассматриваемые вопросы коснулись абортов, стерилизации и применения контрацептивов. В ходе работы комиссия пришла к выводу, что брак нельзя рассматривать только как соглашение, необходимое для продолжения человеческого рода, так как брак — прежде всего взаимная любовь супругов, выражающаяся не только в сексуальных отношениях. Результатом деятельности комиссии явился неопределённый отчёт, сданный в Римскую курию в 1966 году, поэтому работа была продолжена другими сменявшими друг друга комиссиями. Павел VI предпринял независимое исследование и выразил итоговую позицию Церкви в энциклике. Применение контрацептивов официально стало признаваться «злом по существу» («malum intrinsecum»).

## Содержание
«Humanae vitae» состоит из трёх частей, которые предваряются кратким вступлением. Первая часть содержит постановку вопроса и рассуждение о компетентности учительства Церкви. Вопрос в сущности заключался во власти и свободе человека, который постепенно приобретает всё более значительную власть — над силами природы и над самим собой. Решение вопроса о том, настало ли время регулирования рождения человеческим разумом и волей, как пояснила энциклика, невозможно без обращения к моральному учению Церкви о браке — «учению, основанному на естественном законе, просвещённом и обогащённом Божественным Откровением» (4). Энциклика утвердила, что Церковь вправе толковать этот естественный закон: «Пусть никто в Католической Церкви не говорит, что естественный закон лежит за пределами компетенции учительства Церкви. Несомненно, <…> что Иисус Христос, передав Божественную власть Петру и другим апостолам, <…> поставил их защитниками и толкователями <…> не только закона Евангелия, но также естественного закона, в котором проявляется воля Бога» (там же).
Вторая часть энциклики — доктринальная. Поскольку по церковному учению брак — прежде всего таинство, то его нельзя считать результатом эволюции или действия природных сил, это — «мудрое и предусмотрительное установление Бога-Творца, чья цель — осуществление в человеке своего замысла любви», которая «не ограничивается общением между мужем и женой — ей уготовано продолжение в создании новых жизней» (9). Из этого принципа вытекает так называемое «ответственное родительство», составляющее неотъемлемую часть любых семейных отношений, и муж и жена не вправе «полагаться только на свою волю в передаче жизни, но должны согласовывать свои действия с творческим намерением Бога…» Таким образом единственным правомерным способом регулирования рождаемости Церковь стала официально считать использование естественных биологических ритмов, потому что при этом не происходит насилия над природой. Завершила документ глава пастырского содержания, адресованная верующим, желающим жить в согласии с учением о таинстве брака.

## Критика
Известный американский писатель и философ Айн Рэнд в своей лекции, озаглавленной «О живых мертвецах», утверждала, что энциклика «запрещает наслаждение, делает человека рабом физических особенностей своего тела и проклинает любовь».